# Mannschaftskader der spanischen Mannschaftsmeisterschaft im Schach 1956
Die Liste der Mannschaftskader der spanischen Mannschaftsmeisterschaft im Schach 1956 enthält alle Spieler, die in der spanischen Mannschaftsmeisterschaft im Schach 1956 mindestens einmal eingesetzt wurden.
C.A. Barcelona setzte insgesamt zehn Spieler ein, Real Madrid elf. Insgesamt kamen somit 21 Spieler zum Einsatz, von denen elf an allen Wettkämpfen teilnahmen.
Punktbeste Spieler waren Alejandro Beltrán Tassis und Lluís Coll Enriquez (beide C.A. Barcelona) mit je 4 Punkten aus 4 Partien, 3,5 Punkte aus 4 Partien erreichte Ángel Ribera Arnal (C.A. Barcelona). Neben Beltrán Tassis und Coll Enriquez erreichte ihr Mannschaftskollege Joaquín Serra Margalef 100 %, dieser spielte zwei Partien.

## Legende
Die nachstehenden Tabellen enthalten folgende Informationen:
- Nr.: Ranglistennummer
- G: Anzahl Gewinnpartien
- R: Anzahl Remispartien
- V: Anzahl Verlustpartien
- Pkt.: Anzahl der erreichten Punkte
- Partien: Anzahl der gespielten Partien

## C.A. Barcelona
| Nr. | Name                     | G | R | V | Pkt. | Partien |
| --- | ------------------------ | - | - | - | ---- | ------- |
| 1   | Miguel Albareda Creus    | 2 | 1 | 1 | 2,5  | 4       |
| 2   | Alejandro Beltrán Tassis | 4 | 0 | 0 | 4    | 4       |
| 3   | Pedro Cherta Clos        | 0 | 2 | 2 | 1    | 4       |
| 4   | Josep María Bas Rosselló | 1 | 3 | 0 | 2,5  | 4       |
| 5   | Ángel Ribera Arnal       | 3 | 1 | 0 | 3,5  | 4       |
| 6   | Joaquín Serra Margalef   | 2 | 0 | 0 | 2    | 2       |
| 7   | Lluís Coll Enriquez      | 4 | 0 | 0 | 4    | 4       |
| 8   | Agustín Catalán          | 0 | 3 | 0 | 1,5  | 4       |
| 9   | Ramón Trias Fernández    | 0 | 0 | 1 | 0    | 1       |
| 10  | Jaime Anguera Maestro    | 1 | 0 | 1 | 1    | 2       |

## Real Madrid
| Nr. | Name                               | G | R | V | Pkt. | Partien |
| --- | ---------------------------------- | - | - | - | ---- | ------- |
| 1   | Jesús Díez del Corral              | 1 | 1 | 2 | 1,5  | 4       |
| 2   | José Sanz Aguado                   | 0 | 1 | 3 | 0,5  | 4       |
| 3   | Victor Quelmadelos                 | 1 | 2 | 1 | 2    | 4       |
| 4   | Esteban Gete Martín                | 0 | 2 | 2 | 1    | 4       |
| 5   | Roldán                             | 0 | 0 | 2 | 0    | 2       |
| 6   | José Ramón Arrupe Diego de Somonte | 0 | 0 | 3 | 0    | 3       |
| 7   | Nicolás Deyck                      | 0 | 0 | 2 | 0    | 2       |
| 8   | Augusto Menvielle Lacourrelle      | 1 | 3 | 0 | 2,5  | 4       |
| 9   | Díaz                               | 0 | 0 | 1 | 0    | 1       |
| 10  | Jaime Sicilia Pardo                | 1 | 0 | 1 | 1    | 2       |
| 11  | Juan Manuel Fuentes González       | 1 | 1 | 0 | 1,5  | 2       |